# UNITV
UNITV é uma emissora de televisão brasileira sediada em Tubarão, cidade do estado de Santa Catarina. Opera nos canais 4 VHF analógico e 43 UHF digital, e é afiliada à TV Cultura, sendo pertencente à Universidade do Sul de Santa Catarina

## História

### Antecedentes
Inaugurado em 1964, o IMES - Instituto Municipal de Ensino Superior de Tubarão, se vinculou à Faculdade de Ciências Econômicas do Sul de Santa Catarina e em
1967, por lei municipal assinada em 18 de outubro do mesmo ano, foi criada a FESSC - Fundação Educacional do Sul de Santa Catarina, reunindo também outros cursos superiores. Em 1989, elevada à condição de Universidade, a FESSC torna-se UNISUL - Universidade do Sul de Santa Catarina.
Ainda nos anos 60, o então diretor da FEESC, Osvaldo Della Giustina, já pleitava um canal de televisão para a cidade de Tubarão, na época a cidade e o litoral do Estado eram servidos pelo sinal das emissoras TV Piratini e TV Gaúcha ambas de Porto Alegre.
Com a elevação da FEESC, e a criação da Unisul em 1989, o então reitor da universidade, Silvestre Heerdt, assinou o projeto do canal elaborado vinte anos antes e o apresentou ao Ministério das Comunicações, no mesmo ano, foi criado o curso de Comunicação Social. No ano de 1994, o Ministério das Comunicações, assinou portaria que permitia, que prefeituras municipais instalassem repetidoras da TV Educativa do Rio de Janeiro nos municípios. Então, a Prefeitura Municipal de Tubarão e a Unisul, assinaram contrato com a Fundação Roquette Pinto, mantedora da TVE-RJ, e trouxeram o sinal da emissora educativa para a cidade de Tubarão. A TVE, chegava à Tubarão, pelo canal 4 na frequência VHF , porém sem programação local e sem vínculo com a Unisul, toda manutenção era dada pela Prefeitura.

### Uma Mudança, surge o projetoUnisul TV
Em 1999, a Unisul, contratou o engenheiro Luiz Reis, para reformular o pedido de concessão para um canal de televisão, quatro anos depois em outubro de 2003, o projeto foi concluído, e o estatuto do pedido mudado, a universidade solicitava, a elevação da categoria de repetidora para geradora, sendo criada a partir do canal 4. O projeto foi apresentado ao ministro das comunicações e então em 2003, o ministro das Comunicações, Pimenta da Veiga, e o reitor da Unisul, Gerson Joner da Silveira, assinaram o contrato da concessão, a partir dai a emissora tinha 36 meses para ser instalada.
Ainda na época da assinatura da concessão, a Unisul, mantinha na internet, através de seu portal, a WebTV Unisul, que servia como teste para a futura emissora, a WebTV Unisul, já havia produzido programas para a TV Cabo Tubarão. Em maio de 2005, o projeto começou a ganhar uma nova forma, um grupo de gestores da universidade se reuniu então com os coordenadores do curso de Comunicação Social, Laudelino José Sardá e Darlete Cardoso, para dar encaminhamento ao projeto. O professor do curso Ildo Silva da Silva, foi convidado para coordenar todo o projeto, então o projeto da TV Educativa de Tubarão começava a se encaminhar, quando, o professor (e futuro diretor da emissora) Ildo Silva, trocou o nome da emissora para TV Unisul, e assim "substituir o nome TVE, e dar ainda mais eco ao nome Unisul.".
A futura emissora, se afiliou à TV Cultura, pois esta oferecia melhor programação e mais espaço para programação local, mais nesta fase recebeu propostas da TV Nacional Brasília, Canal Futura, e da TV Globo Educativa. Na mesma época, ocorreu uma nova mudança, o nome era invertido de TV Unisul para Unisul TV, o reitor da universidade, Gerson Luiz Joner da Silveira, autor da nova mudança, acreditava que o nome anterior, passava a ideia de que a emissora se tratava de assuntos relacionado somente à universidade.

### Inauguração da Unisul TV
A universidade terceirizou toda a estrutura técnica de pessoal, da universidade ficaram apenas o professor Ildo como Diretor Geral e a professora Teresinha Rublescki Silveira, havia o medo da emissora ter que desembolsar até um milhão e meio de reais por mês, por conta da 'aposta'. Mais então, no dia 18 de setembro, começou-se à transmitir os sinais da emissora em caráter experimental, embora nesse período, retransmitia-se apenas a programação da TV Cultura, gerada em São Paulo, sem qualquer inserção de produção local. No dia 19 de setembro, uma cerimônia, realizada no Espaço Integrado de Artes da Unisul, apresentou o projeto à comunidade. O evento contou com a presença dos jornalistas contratados pela casa e da equipe técnica responsável pela implantação da TV.
Em 30 de setembro, foram ao ar, pela primeira vez, imagens produzidas pela emissora local. O primeiro programa exibido foi o “Grandes Temas”, uma edição especial de 90 minutos com reportagens sobre a região de cobertura do sinal, além de apresentar as atrações que fariam parte da grade de programação. Por esse motivo, esta é considerada a data oficial de inauguração da Unisul TV.
No dia seguinte, 1º de outubro, um domingo, a programação iniciou-se ás 6h30, com missa presidida pelo bispo Dom Jacinto Bergmann, que falou na missa, sobre: A Inauguração da Unisul TV, as eleições que ocorreriam naquele dia e as missas dominicais que a emissora iria exibir a cada domingo. Logo pela manhã, a emissora realizou sua primeira grande cobertura, transmitindo para toda a região boletins dos locais de votação, já que no dia ocorriam as eleições de 2006. Durante mais de 8 horas de transmissão ao vivo, jornalistas e convidados se revezaram no estúdio informando sobre tudo que acontecia nos locais de votação da cidade e arredores. Na segunda-feira, 2 de outubro, o canal estreou sua grade oficial, com a apresentação de vários programas, dentre eles o telejornal Câmera Aberta, que continua até hoje como o carro-chefe do jornalismo da emissora, exibido de segunda a sexta-feira em duas edições.

### Atualmente
Em junho de 2007, por determinação da ANATEL, a emissora saiu do ar e teve seu sinal bloqueado, pela Agência Nacional de Telecomunicações - ANATEL, por não possuir alvará de funcionamento, um mês depois, uma equipe da emissora foi até, o Ministério das Comunicações, solicitar a volta da emissora, o ministro assinou então uma portaria assinada em caráter urgente, autorizou a emissora a voltar ao ar e ter o sinal liberado.
Em maio de 2011, a emissora consegue autorização da ANATEL para instalar uma repetidora em Laguna, no canal 26 UHF. A emissora completou cinco anos, iniciando testes para transmissão em alta definição.
Em 2012, equipamentos foram comprados e as antenas da repetidora, montada no Morro da Glória em Laguna, em maio de 2012, os testes foram concluídos, e em julho, a repetidora começou a transmitir o sinal da emissora, o sinal da emissora alcança 16 municípios.
Em 2021, a Unisul TV ganha sinal digital em Tubarão e passa a se chamar UNITVSC, ganhando também um portal de notícias.

## Programas
Atualmente, a emissora conta com vários programas diferentes em sua grade de programação. São mais de 12 horas diárias de atrações locais, a maior parte composta por produções ao vivo. 
A grade tem os seguintes programas:
- Primeira Hora
- Mais Mulher
- Trato Feito
- Câmera Aberta (2 edições)
- Na Torcida
- A Tarde é Show
- Plugados
- Som da Viola
- Bate-Papo Literário
- Linha de Fogo
- Pensando em Segurança
- Frente a Frente
- Ponto de Vista
- Papo de Bola
- Bate Rebate
- Estação Saúde
- Santo Terço
- Renovamente
- Palavras de Fé

### Jornalismo
A equipe original foi apresentada formalmente na cerimônia do dia 19 de setembro de 2006. Eram os jornalistas: Edivaldo Dondossola, Eliane Gonçalves, Fábio Cadorin, Juliana Zumblick, Michelli Elias e Ricardo Dias. Na época, a redação era chefiada pelo jornalista Ildo Silva da Silva. Em 2009, Rafael Matos assumiu a direção de jornalismo da casa porque Silva fora promovido ao cargo de diretor-geral da emissora.
tEm 2011, Rafael Matos deixou a chefia de redação, para atuar na assessoria de comunicação da universidade, e o jornalismo da casa voltou a ser comandado pelo diretor-geral da emissora, Ildo Silva. Em 2014, Matos volta novamente a assumir a chefia de redação da emissora. Em 2018, Rafael Matos se desliga da emissora. 
Atualmente, a equipe conta com dois editores-chefes: Marcos Madeira (CA Meio-Dia) e Léo Costa (CA Noite), além das repórteres Isabel Silva, Isadora Zarbato, Amabile Corrêa e Letícia Matos.